# Cykling vid olympiska sommarspelen 2024
Cykling vid olympiska sommarspelen 2024 arrangerades mellan 27 juli och 11 augusti 2024 i Frankrike. Tävlingarna avgjordes vid fyra olika arenor: Pont d'Iéna i Paris (linjelopp), Vélodrome de Saint-Quentin-en-Yvelines i Montigny-le-Bretonneux (bancykling och BMX-racing), Colline d'Élancourt (mountainbike) och Place de la Concorde (BMX-freestyle). Tempoloppen startade vid Hôtel des Invalides och hade målgång vid Pont Alexandre III. Totalt 22 grenar fanns på programmet precis som vid OS 2020.

## Medaljörer
| Bancykling                           | Guld                                                               | Silver                                                                              | Brons                                                                 |
| Damernas sprint Detaljer...          | Ellesse Andrews Nya Zeeland                                        | Lea Sophie Friedrich Tyskland                                                       | Emma Finucane Storbritannien                                          |
| Damernas lagsprint Detaljer...       | Storbritannien Katy Marchant Sophie Capewell Emma Finucane         | Nya Zeeland Rebecca Petch Shaane Fulton Ellesse Andrews                             | Tyskland Pauline Grabosch Emma Hinze Lea Sophie Friedrich             |
| Damernas keirin Detaljer...          | Ellesse Andrews Nya Zeeland                                        | Hetty van de Wouw Nederländerna                                                     | Emma Finucane Storbritannien                                          |
| Damernas madison Detaljer...         | Italien Chiara Consonni Vittoria Guazzini                          | Storbritannien Elinor Barker Neah Evans                                             | Nederländerna Maike van der Duin Lisa van Belle                       |
| Damernas omnium Detaljer...          | Jennifer Valente USA                                               | Daria Pikulik Polen                                                                 | Ally Wollaston Nya Zeeland                                            |
| Damernas lagförföljelse Detaljer...  | USA Jennifer Valente Lily Williams Chloé Dygert Kristen Faulkner   | Nya Zeeland Ally Wollaston Bryony Botha Emily Shearman Nicole Shields               | Storbritannien Elinor Barker Josie Knight Anna Morris Jessica Roberts |
| Herrarnas sprint Detaljer...         | Harrie Lavreysen Nederländerna                                     | Matthew Richardson Australien                                                       | Jack Carlin Storbritannien                                            |
| Herrarnas lagsprint Detaljer...      | Nederländerna Roy van den Berg Harrie Lavreysen Jeffrey Hoogland   | Storbritannien Ed Lowe Hamish Turnbull Jack Carlin                                  | Australien Leigh Hoffman Matthew Richardson Matthew Glaetzer          |
| Herrarnas keirin Detaljer...         | Harrie Lavreysen Nederländerna                                     | Matthew Richardson Australien                                                       | Matthew Glaetzer Australien                                           |
| Herrarnas madison Detaljer...        | Portugal Iúri Leitão Rui Oliveira                                  | Italien Simone Consonni Elia Viviani                                                | Danmark Niklas Larsen Michael Mørkøv                                  |
| Herrarnas omnium Detaljer...         | Benjamin Thomas Frankrike                                          | Iúri Leitão Portugal                                                                | Fabio Van den Bossche Belgien                                         |
| Herrarnas lagförföljelse Detaljer... | Australien Oliver Bleddyn Sam Welsford Conor Leahy Kelland O'Brien | Storbritannien Ethan Hayter Daniel Bigham Charlie Tanfield Ethan Vernon Oliver Wood | Italien Simone Consonni Filippo Ganna Francesco Lamon Jonathan Milan  |

| BMX                             | Guld                       | Silver                       | Brons                      |
| Damernas freestyle Detaljer...  | Deng Yawen Kina            | Perris Benegas USA           | Natalya Diehm Australien   |
| Damernas racing Detaljer...     | Saya Sakakibara Australien | Manon Veenstra Nederländerna | Zoé Claessens Schweiz      |
| Herrarnas freestyle Detaljer... | José Torres Gil Argentina  | Kieran Reilly Storbritannien | Anthony Jeanjean Frankrike |
| Herrarnas racing Detaljer...    | Joris Daudet Frankrike     | Sylvain André Frankrike      | Romain Mahieu Frankrike    |

| Landsvägscykling                | Guld                    | Silver                        | Brons                        |
| Damernas linjelopp Detaljer...  | Kristen Faulkner USA    | Marianne Vos Nederländerna    | Lotte Kopecky Belgien        |
| Damernas tempolopp Detaljer...  | Grace Brown Australien  | Anna Henderson Storbritannien | Chloé Dygert USA             |
| Herrarnas linjelopp Detaljer... | Remco Evenepoel Belgien | Valentin Madouas Frankrike    | Christophe Laporte Frankrike |
| Herrarnas tempolopp Detaljer... | Remco Evenepoel Belgien | Filippo Ganna Italien         | Wout van Aert Belgien        |

| Mountainbike                      | Guld                             | Silver                    | Brons                   |
| Damernas terränglopp Detaljer...  | Pauline Ferrand-Prévot Frankrike | Haley Batten USA          | Jenny Rissveds Sverige  |
| Herrarnas terränglopp Detaljer... | Tom Pidcock Storbritannien       | Victor Koretzky Frankrike | Alan Hatherly Sydafrika |

Denna tabell: visa • redigera

## Medaljtabell
*   Värdland ( Frankrike)
| Nr                   | Nation               | Guld | Silver | Brons | Totalt |
| -------------------- | -------------------- | ---- | ------ | ----- | ------ |
| 1                    | Frankrike*           | 3    | 3      | 3     | 9      |
| 2                    | Nederländerna        | 3    | 3      | 1     | 7      |
| 3                    | Australien           | 3    | 2      | 3     | 8      |
| 4                    | USA                  | 3    | 2      | 1     | 6      |
| 5                    | Storbritannien       | 2    | 5      | 4     | 11     |
| 6                    | Nya Zeeland          | 2    | 2      | 1     | 5      |
| 7                    | Belgien              | 2    | 0      | 3     | 5      |
| 8                    | Italien              | 1    | 2      | 1     | 4      |
| 9                    | Portugal             | 1    | 1      | 0     | 2      |
| 10                   | Argentina            | 1    | 0      | 0     | 1      |
| 10                   | Kina                 | 1    | 0      | 0     | 1      |
| 12                   | Tyskland             | 0    | 1      | 1     | 2      |
| 13                   | Polen                | 0    | 1      | 0     | 1      |
| 14                   | Danmark              | 0    | 0      | 1     | 1      |
| 14                   | Schweiz              | 0    | 0      | 1     | 1      |
| 14                   | Sverige              | 0    | 0      | 1     | 1      |
| 14                   | Sydafrika            | 0    | 0      | 1     | 1      |
| Totalt (17 nationer) | Totalt (17 nationer) | 22   | 22     | 22    | 66     |